# Weinburg am Saßbach
Weinburg am Saßbach est une commune autrichienne du district de Südoststeiermark en Styrie.